# Провулок Фізкультури (Київ)
Прову́лок Фізкульту́ри — провулок у Голосіївському районі міста Києва, місцевість Нова Забудова. Пролягає від проїзду без назви до вулиці Казимира Малевича (колишнього Ямського провулку) до вулиці Фізкультури.

## Історія
Провулок виник у першому десятилітті ХХ століття, у довідниках «Весь Київ» вперше зазначений 1907 року під назвою Ново-Совський провулок. Пізніше мав назву Новосовська вулиця. Сучасна назва — з 1955 року.
У 1980-х роках у зв'язку із промисловим будівництвом провулок було дещо скорочено, однак нині він знову існує у старих межах і доходить до колишнього Ямського провулку.